# Colposcopia
La colposcopia (también colposcopía en algunos países) (del griego antiguo  κόλπος, latinizado kólpos, vagina y skopos, mirar) es un procedimiento ginecológico que consiste en la exploración del cuello uterino, la vagina y la vulva. Se realiza, generalmente, para evaluar a la paciente con resultados anormales en la prueba de Papanicolaou o citología cervical. El principal objetivo de la colposcopia es la prevención del cáncer de cuello uterino, mediante la detección y el tratamiento de las lesiones pre malignas en estadios tempranos. 
El colposcopio (dispositivo usado para este procedimiento) es un microscopio de campo estereoscópico de bajo aumento con fuente de luz blanca, que permite al médico ver con detalle regiones anormales del cuello uterino, de la vagina y de la vulva, por lo que es posible extraer una biopsia del área anormal y enviarla al patólogo. La biopsia permite confirmar el diagnóstico antes de efectuar el tratamiento definitivo.
Para visualizar las paredes de la vagina y del cuello uterino, se introduce un espéculo que abre las paredes de la vagina y de ser necesario se limpia la mucosa con una solución de cloruro de sodio al 0.9 % (suero fisiológico). Para mejorar la visualización de las áreas anormales se aplica una solución de ácido acético o una solución de yodo llamada Lugol, esta última técnica se conoce como prueba de Schiller. Se pueden utilizar filtros de luz verde o azul para resaltar la visión de los vasos sanguíneos los cuales adquieren patrones característicos en las lesiones pre malignas y malignas. Y se toma muestra.

## Enlaces
- Asociación Española de Patología Cervical y Colposcopia (AEPCC)
- Campion MJ. Colposcopia Moderna un Enfoque Práctico. 1° Ed. 1995: 11-23

- Datos: Q912741
- Multimedia: Colposcopy / Q912741